# Пиротски суджук
Пиротският суджук (на сръбски: пеглана пиротска кобасица) е сурово-сушен колбас, който се произвежда в източната част на Сърбия, предимно в селищата от община Пирот.

## История
Суджукът съществува и се произвежда в старопланинските селища на Пиротска околия. Сред местното население е ценен деликатес, специалитет, приготвян от постни меса, без мазнини, лой, сланина и други примеси. В класическия си вариант се произвежда от животни, отглеждани свободно на старопланинските пасища.
Отличителни качества на старопланинския суджук са вкусовете на козе, овче и телешко месо. Добавените в малки количества подправки и малко лют червен пипер, заместват термичната обработка и опушването със сушене на студения зимен въздух през декември и януари с оптимални температури –5 до +5 °C, без влага и ниски минусови температури. Не се добавят консерванти, стабилизатори, изкуствени оцветители или други добавки. Друга характерна особеност е всекидневното дообработване (намачкване) с бутилка, за да се избута въздуха и влагата. Освен това така суджукът се оформя във формата на подкова.
За консумация се реже на тънки милиметрови парченца под ъгъл 75 градуса, за да се подчертаят особеностите на суджука, а именно качеството на месата, степента на изсушаване, цвета и аромата, както и за по-добър усет на вкуса.
Тънко нарязаният лист от добър пиротски суджук трябва да бъде компактен по структура, което показва че е направен от месо без мезнини. Когато отрязания лист бъде поставен на пътя на светлината, трябва да си види розово-червения цвят на месото, което показва, че то е добре пригладено и без остатъчен въздух или влага. Ако има мазнини, те се проявяват под формата на бели мазни части и значително намалява качеството на продукта. Когато се консумира, пиротския суджук се дъвче бавно, за да се развият вкусовите и ароматни качества на продукта. Отличният пиротски суджук се отличава с перфектна комбинация от плътен вкус на месо, обогатен с леки нотки на подправки, дискретна и еднаква по сила пикантност. Въпреки своята пикантност, продуктът се употребява както от възрастни, така и от деца. Когато се консумира пиротски суджук е силно непрепоръчително тютюнопушенето.
Смята се, че пиротския суджук е природен афродизиак.

## Победители в ежегодния Фестивал на Пиротския суджук
Фестивалът на пиротския суджук (на сръбски: Sajam pirotske peglane kobasice) се провежда за първи път през 2011 г. като еднодневно съботно събитие, организирано от Асоциацията на производителите на пиротски суджук, туристическото бюро на Пирот и Дома на спорта и културата, под егидата на община Пирот. От 2014 г. събитието е двудневно събота и неделя. От първото си издание, фестивалът се провежда в спортната зала на Пирот – „Кей“.
| Година | Победител                                            | Второ място                            | Трето място                                          |
| ------ | ---------------------------------------------------- | -------------------------------------- | ---------------------------------------------------- |
| 2011   | Педраг Станкович, „Pirotska vijagra“                 | Милан Тошич, „Oh peglana“              | Далибор Тошич, „Boem“                                |
| 2012   | Милян Костич, „Afrodizijak“                          | Педраг Петкович, „Gazela“              | Йовица Тричкович, „Kasarinac“                        |
| 2013   | Педраг Петкович, „Gazela“                            | Далибор Тошич, „Boem“                  | Милан Савич, „MM“                                    |
| 2014   | Педраг Станкович, „Pirotska vijagra“                 | Милан Тошич, „Oh peglana“              | Далибор Тошич, „Boem“                                |
| 2015   | Йовица Тричкович, „Kasarinac“                        | „Drakče“                               | Кетъринг „Đorđević-Temštanac“                        |
| 2016   | Деян Манич „Код Мане“                                | Далибор Тошич, „Boem“                  | Мирослав Джукич „Todor“                              |
| 2017   | Зарко и Педраг Петкович, „Gazela“                    | Милан Тошич, „Oh peglana“              | Нинослав Стоядинович „Peglana kobasica Stojadinovic“ |
| 2018   | Горан Панич, „Murdža“                                | Деян Джорджевич, „Zlatna potkovica DN“ | Милан Савич „MM“                                     |
| 2019   | Александър Джунич, „Kada padne prvi sneg“            | Витомир Йованович, „Kafana Trojka“     | Иван Гогов, „Radionica Ivan“                         |
| 2020   | Александър Джунич (2), „Kada padne prvi sneg“        | Милан Савич „MM“                       | Ненад Златкович, „Kozorog“                           |
| 2021   | Нинослав Стоядинович „Peglana kobasica Stojadinovic“ | Педраг Тошев „Tošev“                   | д-р Марко Маркович, „Markovic“                       |